# Bodø község
Bodø község (norvégul: Bodø kommune) Norvégia 431 községének (kommune, helyi önkormányzattal rendelkező közigazgatási egység) egyike.

## Települések
A község települései (200 lakos felett):
| Település | Népesség | Megjegyzés         |
| --------- | -------- | ------------------ |
| Bodø      | 43 322   | A község székhelye |
| Løding    | 3023     |                    |
| Løpsmarka | 2244     |                    |
| Misvær    | 245      |                    |